# 라틴어화
라틴어화는 비라틴어 이름을 라틴어 형식으로 바꿔서 표현하는 것을 의미한다. 사람 이름이나 지명 같은 고유명사나 통계분류학에서의 학명에서 라틴어화가 이뤄지는 경우를 찾을 수 있다. 단순히 다른 문자(그리스 문자, 키릴 문자 등)를 로마자로 표기하는 것보다도 더 나아가는 표기법이다. 이름을 라틴어화 하면 전자했을 때와 달리 라틴어로 글을 쓸 때 라틴어화 된 이름의 어형을 바꿔 문법적으로 사용할 수 있다.
종의 학명에서 라틴어화된 이름을 사용한 것은 칼 폰 린네가 제안한 이명법에서 비롯되었다.
이름을 라틴어화 시키는 방법에는 아래와 같은 것이 있다.
- 이름을 라틴어 소리에 맞게 변환(예: Geber를 Jabir로 표기하는 경우)
- 이름 끝에 라틴 접미사 추가(예: Meibom에서 -ius를 붙여 Meibomius로 표기하는 경우)
- 의미 가진 이름을 라틴어로 번역(예: 이탈리아어의 Cacciatore(사냥꾼)을 Venator로 표기하는 경우)
- 그 사람의 가지고 있는 배경으로 새 이름을 지음(예: 네덜란드의 수학자이자 천문학자인 Daniel Santbech의 라틴어화 이름 Noviomagus. 네이메헌(Nijimegen) 마을의 라틴어(실제로는 라틴어화된 갈리아어) 이름인 Ulpia Noviomagus Batavorum에서 유래한 것으로 추측되고, Noviomagus는 '새로운 장(場)'이라는 뜻이다.

## 인명

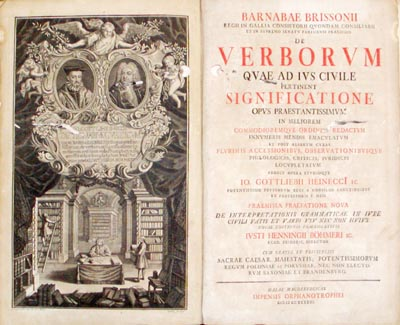
Barnabé Brisson 이 쓴 1743년 법률 문서의 속표지 그림에는 이름을 Barnabae Brissonii(Barnabas Brissonius의)로 속격으로 나타내어 라틴어로 표현하고 있음을 알 수 있다. 바나바 자체는 아람어 이름을 그리스어로 읽은 것이다.

르네상스 인본주의자들이 사용하던 인본주의 이름들은 주로 라틴어화된 이름이었지만, 고대 그리스어를 사용하는 경우도 있었다.(예: 멜란히톤) 라틴어화된 인본주의 이름들은 유럽 현지 언어를 번역하여 만들었고, 가끔씩 말장난을 써서 짓기도 하였다. 라틴어화된 몇몇 이름들은 낮은 사회적 신분을 가려주기도 했다.
네덜란드의 국가인 "빌헬무스(Wilhelmus)"이라는 제목은 침묵공 빌럼(Willem de Zwijger)의 라틴어화 이름이다.

고대 그리스인들의 이름도 라틴어화된 이름을 다시 영어화시킨 채 한국어로 들어오는 경우가 있다. 유클리드(영어: Euclid)도 에우클레이데스(고대 그리스어: Εὐκλείδης)를 라틴어화 시킨 에우클리데스(라틴어: Euclides)를 영어화 시킨이름이다.

## 지명
영어에서 다른 나라의 지명이 라틴어화된 지명으로 쓰인 경우가 많다. 이는 초기에 많은 교과서에서 지명을 라틴어화된 지명으로 썼기 때문이다. 따라서 영어에서는 원래 이름이나 영어로 바꿔(Venezia를 Venice로 읽는 등) 부르는 대신 라틴어화된 외국 지명을 사용하는 경우가 많다.
라틴어화된 지명 혹은 국명은 아래와 같이 존재한다.
- 에스토니아(Estonia) (에스토니아어: Eesti, 독일어·네덜란드어: Estiland, '애스티의 땅'이라는 뜻)
- 잉그리아(Ingria) (핀란드어: Inkerinmaa, 독일어: Ingermanland, '잉게르만의 땅'이라는 뜻)
- 리보니아(Livonia) (독일어: Livland, '리브인의 땅'이라는 뜻)

## 학명
칼 폰 린네의 이명법이 채택된 이후 학명을 적을 때 라틴어 혹은 라틴어화된 학명을 적는 것이 관행이 되었다. 통계분류 중 이인규속(Inkyuleea)는 생물학자 이인규(Inkyu Lee)의 이름을 로마자 표기 한 것을 라틴어화 한 것이다.

## 역사적 배경
로마 제국 시대에는 이름을 서쪽에서는 라틴어, 동쪽에서는 그리스어로 변환하는 것이 일반적이었다. 그리스어 명사, 특히 고유명사를 라틴어화 하면 라틴어 사용자는 원래 단어를 조금만 수정하면 쉽게 곡용할 수 있었다.
서유럽에 있던 서로마 제국이 멸망하면서 학문의 중심이자 보루는 로마 가톨릭교회로 이동하였고, 중세시대에 걸쳐 큰 영향을 미쳤다. 그리고 로마 가톨릭교회에서 사용하는 문자 언어는 라틴어였다. 중세 초기에는 대부분의 유럽 학자들이 성직자였고, 교육받은 사람들의 대부분이 라틴어를 사용했으며, 그 결과 라틴어는 서구의 학문적 언어로 확고히 자리 잡았다.
19세기 초가 되면 유럽 국가들은 대부분 학술 언어로서의 라틴어를 쓰지 않았지만(대부분의 과학 연구 및 학술 출판물은 각자의 언어로 인쇄되었다.) 통계분류학 같은 일부 분야에서는 계속 라틴어 용어를 사용했다. 또, 일부 분야에서는 전통에 입각해 새로운 발견을 했을 때 그 발견을 라틴어로 명명하는 것이 일반적이었다. 그리고 18세기와 19세기에 서양 과학이 지배적이 되었기 때문에 많은 학문 분야에서 적어도 유럽 언어로 의사소통할 때 라틴어 용어를 사용했다.